# Amt Freudenberg (Kreis Siegen)

Amt Freudenberg im Kreis Siegen

Amtsgliederung

Das Amt Freudenberg war ein Amt im Kreis Siegen in der preußischen Provinz Westfalen und in Nordrhein-Westfalen. Das Amt verwaltete bis zum 31. Dezember 1968 ein Gebiet mit zuletzt 20 eigenständigen Gemeinden.

## Geschichte
Bis Anfang des 19. Jahrhunderts gehörte das Gebiet des späteren Amtes Freudenberg zum Fürstentum Siegen. In der Franzosenzeit gehörte das Gebiet zum Großherzogtum Berg (1806–1813). Als die Verwaltung in dieser Region nach französischem Vorbild neu geregelt wurde, wurde auch die „Mairie Freudenberg“ im Kanton Siegen des Département Sieg eingerichtet.
Nach dem Wiener Kongress kam die nunmehr in Bürgermeisterei umbenannte Mairie 1815 zu Preußen und gehörte seit 1817 zum Kreis Siegen im Regierungsbezirk Arnsberg der Provinz Westfalen.
Im Rahmen der Einführung der Landgemeindeordnung von 1841 für die Provinz Westfalen wurde 1843 aus der  Bürgermeisterei Freudenberg das Amt Freudenberg gebildet.
Zum 1. Dezember 1885 hatte das Amt Freudenberg eine Fläche von 69 km², auf der 6287 Einwohner lebten.
Durch das Gesetz zur Neugliederung des Landkreises Siegen schieden die Gemeinden Langenholdinghausen und Oberschelden am 1. Juli 1966 aus dem Amt Freudenberg aus. Langenholdinghausen kam zur neuen Stadt Hüttental und Oberschelden zur neuen Stadt Eiserfeld.
Am 31. Dezember 1968 wurde das Amt Freudenberg durch das Zweite Gesetz zur Neugliederung des Landkreises Siegen aufgelöst:
- Die Gemeinden Mittelhees und Oberhees kamen zur Stadt Kreuztal.
- Die Gemeinde Meiswinkel kam zur Stadt Hüttental.
- Die übrigen 17 Gemeinden wurden zu einer neuen Stadt Freudenberg zusammengeschlossen.

## Gemeinden
1. Alchen
2. Bottenberg
3. Bühl
4. Büschergrund
5. Dirlenbach
6. Freudenberg
7. Heisberg
8. Hohenhain
9. Langenholdinghausen (am 1. Juli 1966 zu Hüttental)
10. Lindenberg
11. Mausbach
12. Meiswinkel
13. Mittelhees
14. Niederheuslingen
15. Niederholzklau
16. Niederndorf
17. Oberfischbach
18. Oberhees
19. Oberheuslingen
20. Oberholzklau
21. Oberschelden (am 1. Juli 1966 zu Eiserfeld)
22. Plittershagen

## Wappen
| Wappen des ehemaligen Amtes Freudenberg, Kreis Siegen | Blasonierung: „Von Gold (Gelb) und Blau erhöht geteilt; im oberen Feld hervorbrechend ein goldener (gelber) rotbewehrter und gezungter, von sieben Schindeln begleiteter Löwe, im unteren ein blaues, von einem Giebel und zwei Zinnentürmen überragtes Stadttor.“ |
| Wappen des ehemaligen Amtes Freudenberg, Kreis Siegen | Wappenbegründung: Das Wappen wurde am 17. August 1937 vom Oberpräsidenten der Provinz Westfalen genehmigt. Der nassauische Löwe umgeben von Schindeln sowie die Farben Blau und Gold entstammen dem Wappen des Hauses Nassau, frühere Landesherren über das Amtsgebiet. Das Stadttor ist dem Wappen der Stadt Freudenberg entnommen; es basiert auf einem Siegel aus dem Jahre 1473. |

## Einwohnerzahlen
Die Einwohnerzahlen des Amtes Freudenberg:
| Gemeinde            | 1818  | 1885  | 1895  | 1905  | 1939  | 1950   | 1967   |
| ------------------- | ----- | ----- | ----- | ----- | ----- | ------ | ------ |
| Alchen              | 0175  | 0392  | 0380  | 0427  | 0617  | 0767   | 0981   |
| Bottenberg          | 0066  | 0097  | 0115  | 0135  | 0118  | 0168   | 0202   |
| Bühl                | 0069  | 0129  | 0127  | 0146  | 0160  | 0200   | 0209   |
| Büschergrund        | 0262  | 0718  | 0827  | 0983  | 1.232 | 1.508  | 1.843  |
| Dirlenbach          | 0073  | 0104  | 0137  | 0108  | 0135  | 0246   | 0360   |
| Freudenberg         | 0618  | 1.595 | 1.761 | 2.137 | 2.481 | 3.694  | 4.574  |
| Heisberg            | 0055  | 0055  | 0063  | 0079  | 0094  | 0138   | 0142   |
| Hohenhain           | 0027  | 0097  | 0114  | 0177  | 0118  | 0150   | 0273   |
| Langenholdinghausen | 0206  | 0221  | 0289  | 0305  | 0423  | 0564   | -      |
| Lindenberg          | 0087  | 0148  | 0175  | 0210  | 0301  | 0418   | 0618   |
| Mausbach            | 0053  | 0144  | 0179  | 0211  | 0165  | 0193   | 0182   |
| Meiswinkel          | 0121  | 0153  | 0175  | 0176  | 0257  | 0310   | 0334   |
| Mittelhees          | 0053  | 0058  | 0049  | 0055  | 0058  | 0073   | 0047   |
| Niederheuslingen    | 0059  | 0073  | 0081  | 0112  | 0116  | 0159   | 0181   |
| Niederholzklau      | 0054  | 0054  | 0049  | 0040  | 0060  | 0088   | 0091   |
| Niederndorf         | 0286  | 0636  | 0694  | 0836  | 1.048 | 1.249  | 1.578  |
| Oberfischbach       | 0181  | 0375  | 0424  | 0449  | 0536  | 0688   | 0898   |
| Oberhees            | 0053  | 0079  | 0072  | 0061  | 0054  | 0086   | 0053   |
| Oberheuslingen      | 0120  | 0233  | 0258  | 0263  | 0293  | 0347   | 0501   |
| Oberholzklau        | 0092  | 0126  | 0130  | 0149  | 0196  | 0316   | 0410   |
| Oberschelden        | 0205  | 0547  | 0615  | 0712  | 0726  | 0940   | -      |
| Plittershagen       | 0162  | 0254  | 0278  | 0321  | 0348  | 0438   | 0410   |
| Gesamt              | 3.077 | 6.288 | 6.992 | 8.092 | 9.536 | 11.236 | 13.887 |